# Charles Frédéric Gerhardt

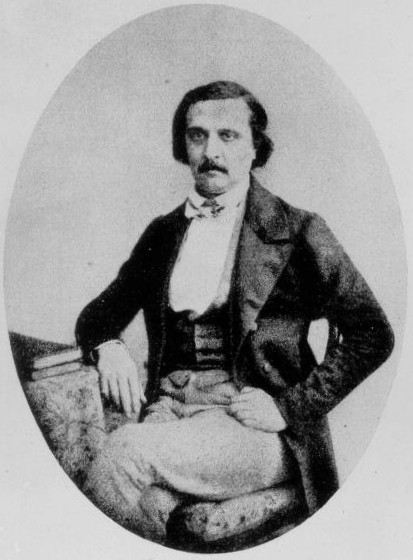
Porträt von Charles Frédéric Gerhardt

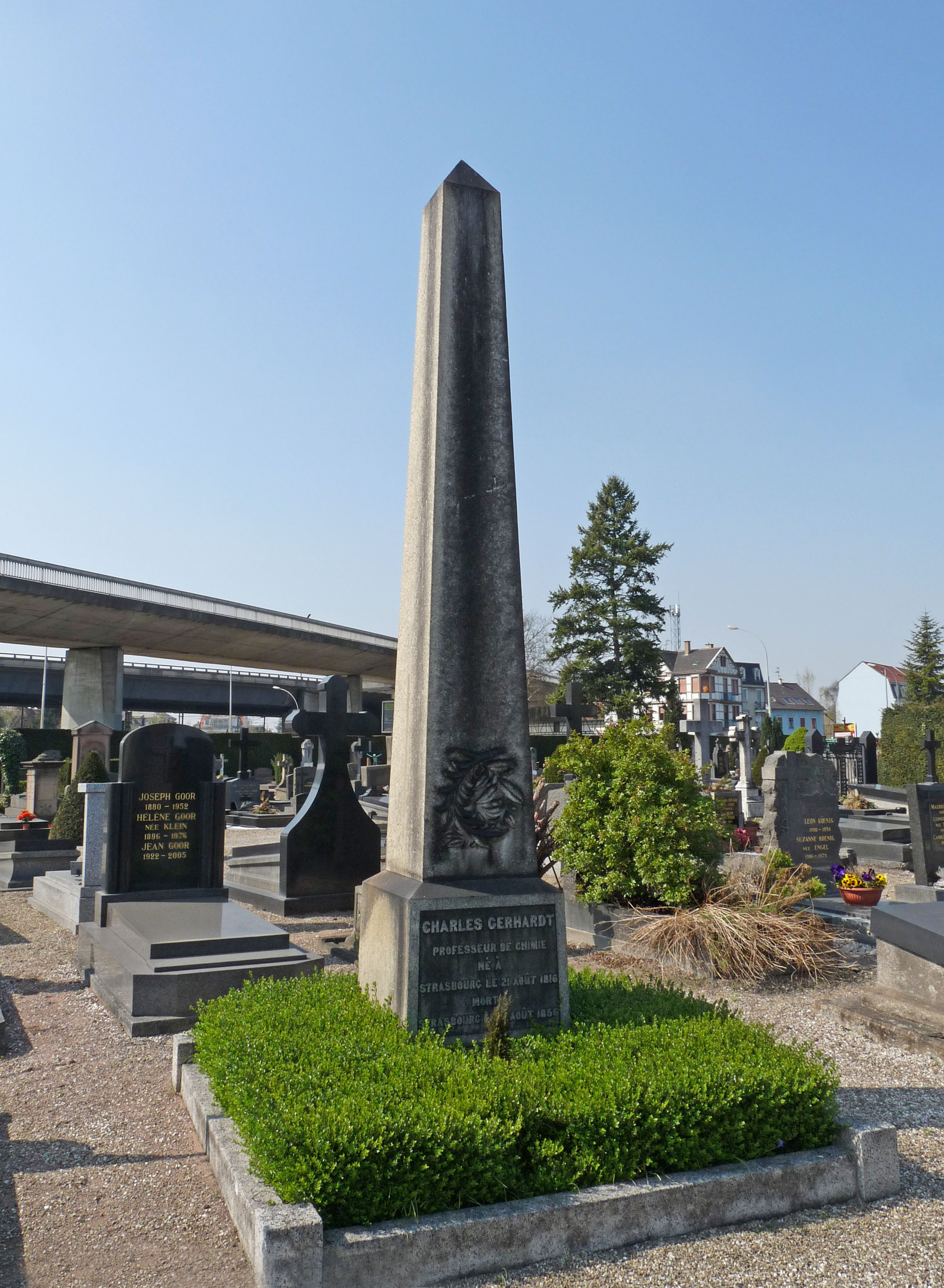
Das Grab von Charles Gerhardt auf dem Cimetière Sainte-Hélène de Strasbourg

Charles Frédéric Gerhardt (* 21. August 1816 in Straßburg; † 19. August 1856 ebenda) war ein französischer Chemiker aus dem Elsass. Gerhardt, ein organischer Chemiker, erkannte, dass einige der bislang benutzten Summenformeln in der organischen Chemie falsch waren. Er verbesserte die Typentheorie (siehe unten) und erkannte, dass sich die Siede- und Schmelzpunkte von organischen Verbindungen durch jede zusätzliche Methylengruppe gleichmäßig ändern.

## Leben
Sein Vater war Samuel Gerhardt (1780–1847), zunächst ein Bankbeamter in Straßburg, dann ab dem Jahre 1825 Fabrikant in Hangenbieten.
Seine Mutter war die verwitwete Charlotte Henriette Gerhardt (1785–1846), geborene Weber und vormals mit Philipp Jacques Lobstein verheiratet.
Gerhardt studierte ab 1831 an der polytechnischen Schule in Karlsruhe, 1833 in Leipzig bei Erdmann, in Gießen bei Justus von Liebig und in Dresden.
Ab 1834 arbeitete er in der väterlichen Bleiweißfabrik. Er ging nach einem Streit mit seinem Vater zum Militär. Durch Geld von deutschen Freunden (vermutlich auch von Liebig) konnte er sich vom Militärdienst freikaufen, seinem Vater Geld übermitteln und bei Liebig in Gießen forschen (1836–1837).
Durch die komplizierte Beziehung zu seinem Vater kam es zu erneuten Zerwürfnissen, so dass Gerhardt 1838 mit einer Referenz von Justus von Liebig ausgestattet nach Paris ging. Er hörte dort Chemie- und Physik-Vorlesungen bei Jean-Baptiste Dumas und César-Mansuète Despretz.
1838 wurde er Assistent bei Dumas an der Sorbonne. Durch die Vermittlung des ihm befreundeten Auguste André Thomas Cahours wurde er anschließend Assistent im Laboratorium von Eugène Chevreul im Pariser botanischen Garten Jardin des Plantes. Er hatte dadurch verbesserte Möglichkeiten zu eigenständiger experimenteller Arbeit wie über die kampferähnliche Substanz Hellenin aus der Wurzel der Inula helenium und über die Bernsteinsäure (Succinylsäure). Mit seinem Studienfreund forschte er ferner über ätherische Öle. 1841 promovierte er, bestand die Lizentiatprüfung und wurde 1844 Titularprofessor für Chemie in Montpellier.
1844 lernte er auch Auguste Laurent kennen, mit dem er bis zu dessen Tod 1853 befreundet blieb.
Aus Geldmangel kam die Ehe mit einer Frau aus Montpellier nicht zustande. Gerhardt heiratete 1844 schließlich Jane Sander, die Tochter eines Schotten.
1848 verließ er Montpellier und gründete in Paris seine Schule für praktische Chemie, École de chimie pratique. 1855 wurde er Professor für Chemie an der École Polytechnique in Straßburg. Am 21. April 1856 wurde er korrespondierendes Mitglied der Académie des sciences.

## Wissenschaftliche Leistungen
Gerhardt hatte im Alter von achtzehn Jahren bereits Gesteinsproben auf Silikat untersucht.

### Atommasse, Äquivalente
Im Jahr 1842 veröffentlichte er eine Abhandlung über chemische Äquivalente, die im Gegensatz zur Lehrmeinung stand.
Damals lagen die Äquivalentgewichte für die Atome C = 6, O = 8, S = 16, Ca = 20.
Da Wasserstoff noch als einatomiges Gas angesehen wurde, stellte Gerhardt Abweichungen beim Avogadroschen Gesetz für organische Moleküle in der Gasphase fest. Er nahm an, dass organische Moleküle im Gas zwei Volumenteile benötigen würden. Ferner schrieb Gerhardt, dass ein Großteil aller älteren Formeln für organische Moleküle falsch sei, die Formeln müssten halbiert werden.
Vor 1845 gebrauchte Leopold Gmelin die Summenformeln C2O4 (Kohlendioxid), S2O4 (Schwefeldioxid), für Anilinhydrochlorid gab August Wilhelm von Hofmann (1842) die Formel C12H14N2 + H2Cl2 an.
Gerhardt forderte für die Atommassen von C = 12, O = 16, S = 32.
Da Gerhardt den Begriff des Äquivalents falsch gebrauchte und auch für Metalloxide falsche Atommassen ansetzte, wurden seine Ideen von anderen Chemikern abgelehnt.
Durch eine Ausarbeitung von Auguste Laurent, der Wasserstoff, Sauerstoff, Chlor, Stickstoff als zweiatomige Gase betrachtete und diese zweiatomigen Gase als Moleküle bezeichnete, konnten die Dichten, die Molekülmassen und Summenformeln von organischen Molekülen richtig bestimmt werden.
Die richtige Schreibweise für Summenformeln bürgerte sich erst ab 1850 in Zeitschriften und Büchern ein.

### Resttheorie, Basizitätsgesetz, Typentheorie
In der wissenschaftlichen Auseinandersetzung zur Theorie der Reaktionen von organischen Stoffen unterstützte Gerhardt die Kerntheorie von Laurent.
Er ergänzte die Kerntheorie bezüglich der Resttheorie. Bei Abspaltungen aus organischen Molekülen, die im Kohlenstoff-Kern konstant bleiben, treten stabile anorganische Verbindungen wie Wasser, Ammoniak, Chlorwasserstoff, Kohlendioxid aus. Die Atomkomplexe des Kohlenstoffs (die Reste) bleiben dabei intakt. Da noch keine exakten Strukturformeln für organische Moleküle bekannt waren, ging Gerhardt davon aus, dass die abgespaltenen Reste im engen Verband im Molekül im Zusammenhang stehen. Er nahm also mehrere Formeln für ein Molekül an.
Gerhardt erkannte auch, dass das austretende Element bei einer chemischen Reaktion dem eintretenden Element in stöchiometrischer Menge entsprechen muss (z. B. Umsetzung von Ethanol zu Ethylbromid, Restgruppe: Wasser, Eintrittsgruppe: Bromid). Neben der Substitution erkannte er auch bei der Addition gesetzmäßige Zusammenhänge.
Bei der Einwirkung von Schwefelsäure oder Salpetersäure auf organische Verbindungen (z. B. Alkohole, Kohlenwasserstoffe) konnte er veränderte Eigenschaften dieser Stoffe nachweisen.
Diese Erkenntnisse führten zum sogenannten Basizitätsgesetz.
Die Basizität gepaarter Verbindungen ist gleich der Summe der Basizitäten sich paarenden Körper, weniger eins.
Die Basizität war damals mit der Zahl der abspaltbaren Wasserstoffatome einer Säure identisch.
Schwefelsäure hatte die Basizität von zwei. Bei Verbindung zu einer organischen Sulfonsäure lag die Basizität der Sulfonsäure nur noch bei eins.
In seiner Typentheorie (Chemie), die eine Ergänzung der Ideen von Jean Baptiste Dumas war, vertrat Gerhardt die Auffassung, dass es vier Typen von Verbindungen geben müsste: Wasserstoff (H-H), Halogenwasserstoff (H-Cl), Wasser (H-O-H), Ammoniak (NH3). Durch Ersatz eines Wasserstoffatoms lassen sich vier Typen von Verbindungen ableiten. Durch Verdopplung einzelner Typen lassen sich auch gemischte Typen erzeugen.
Zusammen mit Laurent vertrat Gerhardt die Auffassung, das Atome auch in organischen Molekülen verschiedene Wertigkeiten besitzen und Stoffumsetzungen in chemischen Gleichungen auszudrücken sind.
Gerhardt führte 1843 den Begriff der Homologen Reihe ein. Gerhardt hat auch ein Lehrbuch für Organische Chemie geschrieben.

### Analysen und Synthesen
Mit Cahours entdeckte Gerhardt 1841 im Kümmelöl den Nebenbestandteil p-Cymol, das Dumas bereits im Jahr 1832 aus Kampfer synthetisiert hatte.
- Im Jahr 1842 entdeckte Gerhardt das Chinolin im Chinin.
- Im gleichen Jahr prägte Gerhardt den Begriff Acetyl als er aus Kaliumacetat und Phosphortrichlorid das Acetylchlorid dargestellt hatte.
- 1843 stellte Gerhardt das Acetanilid aus Acetylchlorid und Anilin her. Er synthetisierte nun viele weitere Anilide, d. h. Amide die als Aminogruppe das Anilin enthalten. Mit dem Acetylchlorid konnten nun viele Amide, Diamide in der organischen Chemie hergestellt werden.
- Beim Erhitzen von Salicylsäure fanden Gerhardt und Laurent das Hydroxyphenyl, das sie Phenol nannten. 1849 synthetisierten Laurent und Gerhardt aus Phenol und Phosphorpentachlorid das Chlorbenzol.
- 1852 entdeckte Gerhardt die Säureanhydride, die er anfangs noch als wasserfreie Säuren bezeichnete. Acylierung von Nucleophilen (Williamson)

Acylierung von Nucleophilen (Williamson)

Einen ersten Versuch zur Herstellung des gemischten Acetylsalicylsäureanhydrids aus Acetylchlorid und Natriumsalicylat machte er 1853. Intention hierzu war die 1850 entdeckte Verknüpfungsmethode von A. W. Williamson.
Er erhielt als Hauptprodukt ein erstarrendes wassermischbares Öl, das in Bicarbonatlösung spontan wieder in Salicyl- und Essigsäure zerfiel.

## Werke (Auswahl)
- Ueber einige Stickstoffverbindungen des Benzoyls. In: Annalen der Pharmacie 28, 265–269 (1838).
- mit Auguste Cahours: Recherches chimiques sur les huiles essentielles. Premier Mémoire (Présenté à l'Académie des sciences, le 30 novembre 1840). In: Annales de Chimie et de Physique. 3. Série, Bd. 1, 1841, S. 60–62, Digitalisat.
- Recherches sur l'Héllénine, principe concret de la racine d'aunée et sur quelques composés congénères. Amédée Gratiot, Paris 1841.
- Untersuchungen über die organischen Basen. in: Annalen der Chemie und Pharmacie 42, 310–313 (1842) doi:10.1002/jlac.18420420310.
- Ueber salpetersaure und salpetrigsaure Salze. (Présenté à l'Académie des sciences, le 17 mai et 14 juin 1852). In: Journal für Praktische Chemie 39, 136 (1846)
- Recherches sur les acides organiques anhydres. In: Annales de Chimie et de Physique. 3. Série, Bd. 37, 1853, S. 285–342, Digitalisat.
- mit L. Chiozza: Recherches sur les amides In: Comptes rendus hebdomadaires des séances de l'Académie des Sciences 37, 86–90 (1853) und Seite 180 ff.
- Ueber die Einwirkung des Phosphorsuperchlorids auf einige Amide. In: Annalen der Chemie und Pharmacie 108, 214–223 (1858).
- Sur la génération de l'éther, Straßburg: G. Silbermann, 1844
- Précis de chimie organique, 2 Bände, Paris: Fortin, Masson 1844, 1845
  - deutsche Übersetzung: Grundriß der Organischen Chemie, 2 Bände, Straßburg, Digitalisat, Band 2, 1876
- Traité de chimie organique, 4 Bände, Paris: Firmin Didot fréres, 1853 bis 1856
  - deutsche Übersetzung: Lehrbuch der Organischen Chemie, 4 Bände, Leipzig, Digitalisat, Band 1, 1854
- mit Gustave Chancel: Précis d’analyse chimique qualitative, Paris: Victor Masson, 1855, 2. Auflage 1862